# Буковна
Буковна (пол. Bukowna, нім. Buchwald) — село в Польщі, у гміні Любін Любінського повіту Нижньосілезького воєводства.
Населення — 133 особи (2011).

## Історія
25-31 травня 1947  в результаті антиукраїнської операції «Вісла» було депортовано в Буковну частину мешканців лемківського села Бортне, також сюди депортували українців після ув'язнення в концтаборі Явожно.
У 1975-1998 роках село належало до Легницького воєводства.

## Демографія
Демографічна структура станом на 31 березня 2011 року:
|          | Загалом | Допрацездатний вік | Працездатний вік | Постпрацездатний вік |
| -------- | ------- | ------------------ | ---------------- | -------------------- |
| Чоловіки | 62      | 12                 | 38               | 12                   |
| Жінки    | 71      | 9                  | 46               | 16                   |
| Разом    | 133     | 21                 | 84               | 28                   |